# Ficus obtusifolia
Espèce
Le figuier maudit, Ficus obtusifolia est une espèce d'arbre de la famille des Moracées originaire d'Amérique tropicale et des Antilles..

## Synonymes
- Ficus bonplandiana (Liebm.) Miq.
- Ficus chiapensis Lundell
- Ficus floresina Pittier
- Ficus gardneriana (Miq.) Miq.
- Ficus involuta (Liebm.) Miq.
- Ficus mattogrossensis Standl.
- Ficus pascuorum Pittier
- Ficus proctor-cooperi Standl.
- Urostigma bonplandianum Liebm.
- Urostigma gardnerianum Miq.
- Urostigma involutum Liebm.

## Répartition
Amérique tropicale, Antilles

## Description

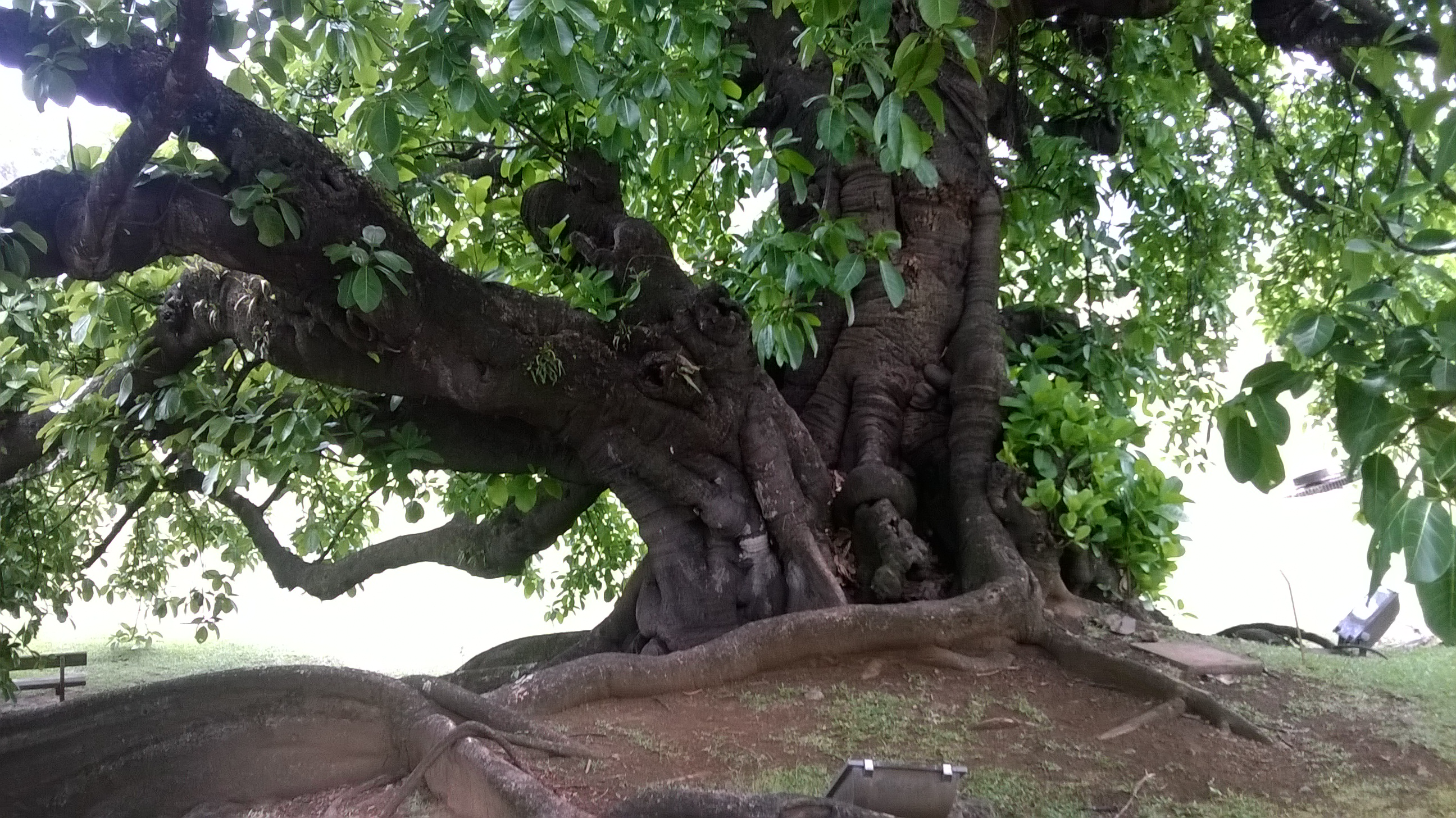
Vue de l'arbre et de ses racines en voile.
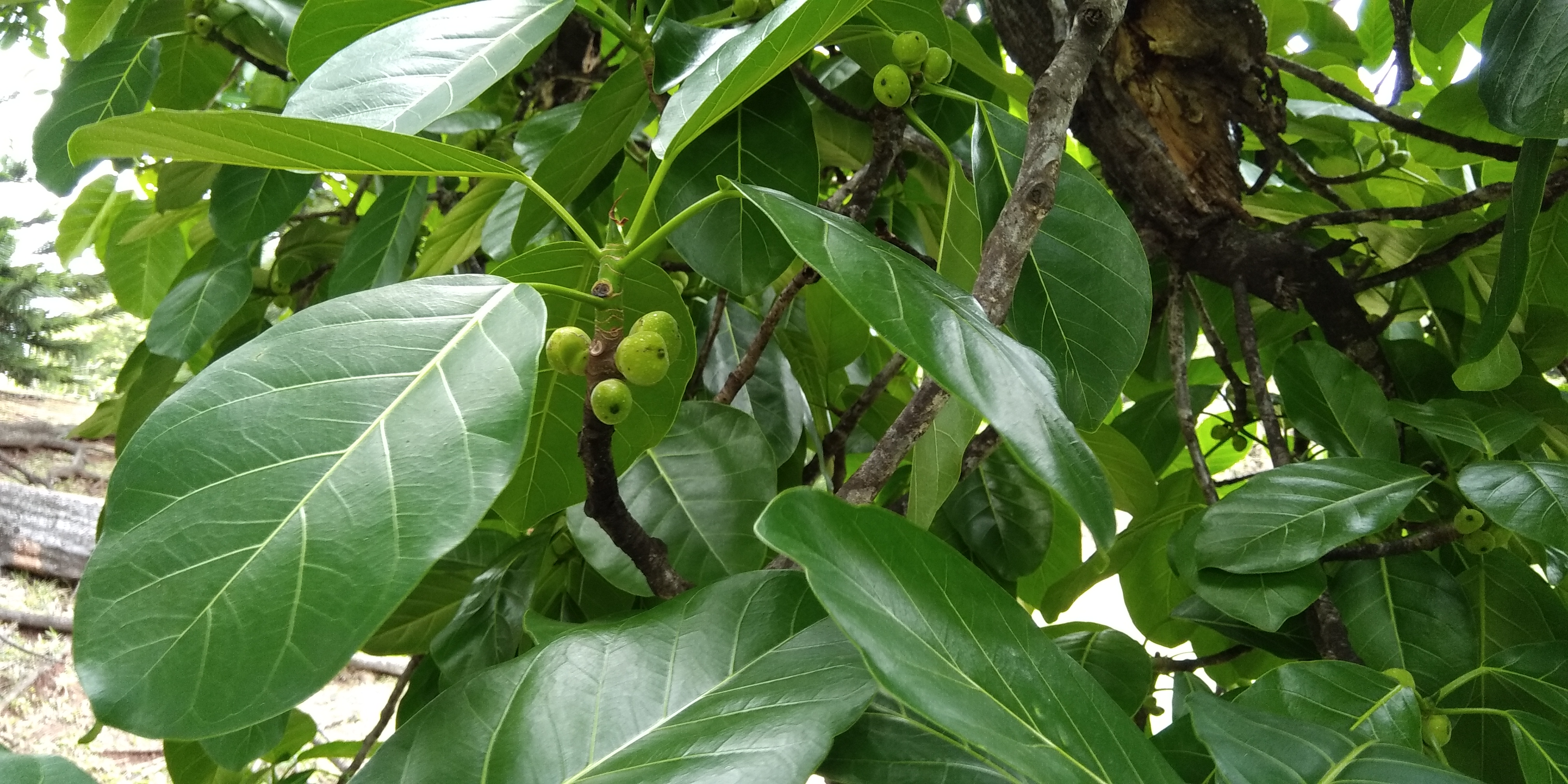
Feuilles et jeunes figues.